# Hemictenius opacus
Hemictenius opacus är en skalbaggsart som beskrevs av Ernst Ballion 1870. Hemictenius opacus ingår i släktet Hemictenius och familjen Melolonthidae. Inga underarter finns listade i Catalogue of Life.